# Província de Töv
Töv (en mongol: Төв,, literalment . "central") és una de les 21 províncies (aimags) de Mongòlia. La seva capital és Zuunmod. La ciutat capital de Mongòlia Ulaanbaatar està geogràficament al mig de la província però aquesta ciutat està administrada com un municipi independent.
Ocupa una superfície de 7.4042 km² i té una població (2008) de 88.889 habitants.

## Població
Hi viuen diverses ètnies: 
| Grups ètnics de l'aimag de Töv (autoidentificats) 1989, cens del 2000 | Grups ètnics de l'aimag de Töv (autoidentificats) 1989, cens del 2000 | Grups ètnics de l'aimag de Töv (autoidentificats) 1989, cens del 2000 | Grups ètnics de l'aimag de Töv (autoidentificats) 1989, cens del 2000 | Grups ètnics de l'aimag de Töv (autoidentificats) 1989, cens del 2000 |
| Grup                                                                  | Població Cens de 1989                                                 | Percentatge Cens de 1989                                              | Població Cens de 2000                                                 | Percentatge Cens de 2000                                              |
| --------------------------------------------------------------------- | --------------------------------------------------------------------- | --------------------------------------------------------------------- | --------------------------------------------------------------------- | --------------------------------------------------------------------- |
| Halh                                                                  | 94,773                                                                | 94.6%                                                                 | 93,604                                                                | 94,2%                                                                 |
| Kazakh                                                                | 2,167                                                                 | 2.2%                                                                  | 1,065                                                                 | 1,1%                                                                  |
| Buriat                                                                | 590                                                                   | 0.6%                                                                  | 856                                                                   | 0,9%                                                                  |
| Do'rbet                                                               | 727                                                                   | 0.7%                                                                  | 770                                                                   | 0,8%                                                                  |
| Bayid                                                                 | 317                                                                   | 0.3%                                                                  | 745                                                                   | 0,8%                                                                  |
| Uriankhai                                                             | 420                                                                   | 0.4%                                                                  | 524                                                                   | 0,5%                                                                  |
| Tuvan                                                                 | 269                                                                   | 0.23%                                                                 | 500                                                                   | 0,5%                                                                  |
| Zakhchin                                                              | 160                                                                   | 0.2%                                                                  | 202                                                                   | 0,2%                                                                  |
| Ööled                                                                 | 61                                                                    | 0.1%                                                                  | 171                                                                   | 0,2%                                                                  |
| altres                                                                | 420                                                                   | 0.4%                                                                  | 614                                                                   | 0,6%                                                                  |
| estrangers                                                            | 179                                                                   | 0.2%                                                                  | 217                                                                   | 0,2%                                                                  |
| Població total                                                        | 100,088                                                               | 100%                                                                  | 99,266                                                                | 100%                                                                  |

## Transport
El nus de comunicacions és l'enclavament d'Ulan Bator. Aquesta ciutat té l'estació més gran del ferrocarril Transmongòlic i l'aeroport internacional Chinggis Khaan.
Hi ha un petit aeroport a Zuunmod.

## Parcs Nacionals
- Parc nacional Gorkhi-Terelj fundat el 1993.
- Parc nacional Khustain Nuruu, uns 120 km al sud-oest d'Ulaanbaatar, amb els cavalls, Takhi de Mongòlia (Cavall de Przewalski) que s'han deixat en llibertat des de 1993, amb força èxit.
- Reserva natural Gun-Galuut fundada el 2003 per conservar espècies amenaçades de la llista roja de UICN.